# Gastown

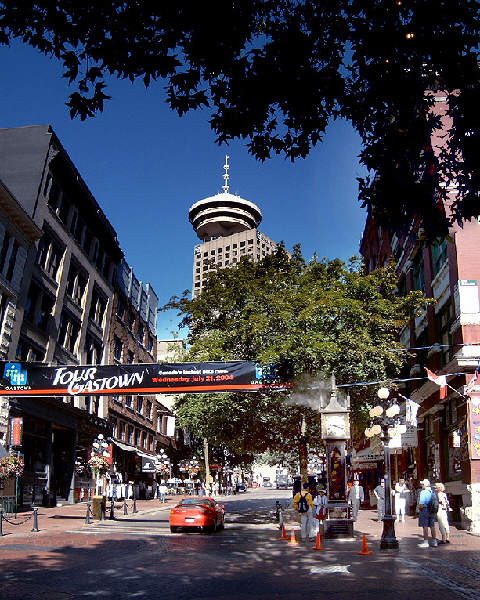
Gastown

Gastown je historická čtvrť ve Vancouveru ležící mezi městskými částmi Downtown a Downtown Eastside. Je ohraničená ulicí Water Street, trasou Kanadské pacifické železnice a ulicemi Columbia Street, Hastings Street a Cambie Street.

## Dějiny

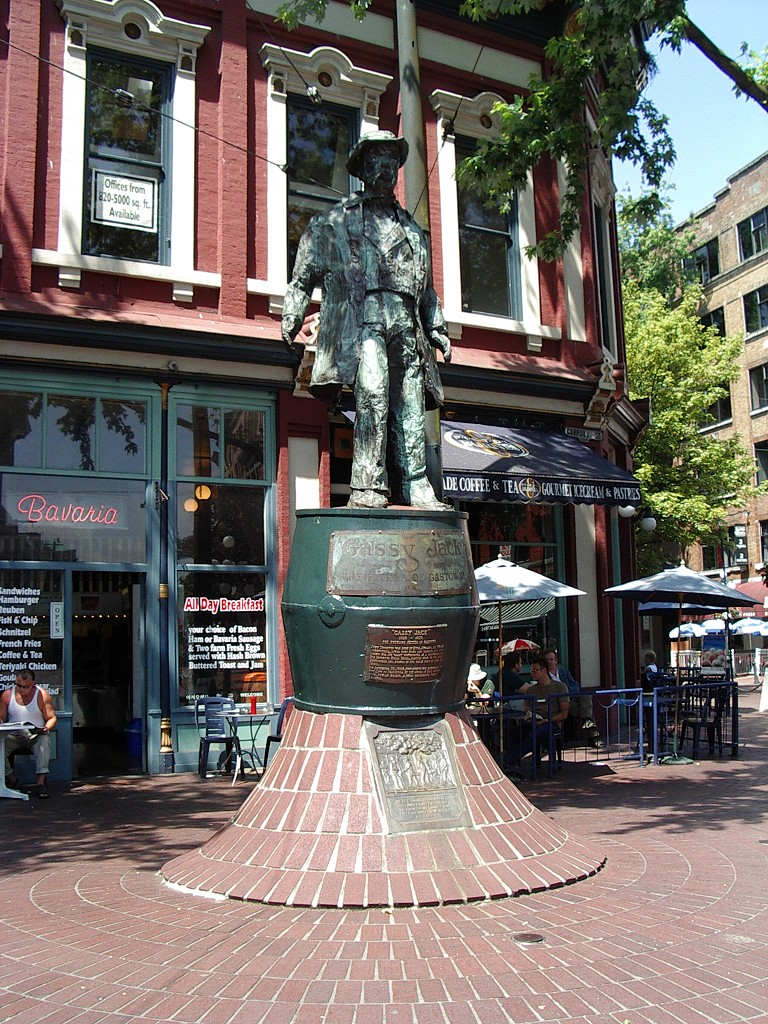
Socha Gassy Jacka

Gastown byl prvním centrem města tzv. downtownem. Jméno nese po Johnu Deightonovi, britském námořníkovi, kapitánovi parníku a barmanovi přezdívaném Gassy Jack. Deighton v této oblasti v roce 1867 otevřel první saloon. Díky svojí pile a přístavu začal Gastown zanedlouho prosperovat a rychle se stal hlavním střediskem obchodu v okolí fjordu Burrard Inlet. Domov zde našli lesní dělníci, rybáři a posádky plachetnic, které připlouvaly naložit náklad dřeva do Gastownu a města Moodyville, ležícího na severu fjordu Burrard Inlet.
V roce 1886 bylo založeno město Vancouver a Gastown se stal jeho součástí. V tom samém roce vypukl velký požár, po němž Gastown s výjimkou dvou budov lehl popelem. Oblast Gastownu kompletně přestavili a až do vypuknutí Velké hospodářské krize sloužila jako středisko velkoobchodu. Do zavedení prohibice byl Gastown centrem nočního života – celkem měl 300 barů a hospod. Po skončení hospodářské krize upadl Gastown ve velkém a rychle se rozvíjejícím městě do zapomnění. Na této úrovni zůstal až do 60. let.
V 60. letech se občané města postavili proti plánům výstavby dálnice, jejíž trasa měla směřovat skrz historické čtvrti Gastown, Chinatown a městskou část Strathcona. Kampaň vedená obchodníky a majiteli podniků spolu s demonstranty, z kterých někteří byli Američané vyhýbající se služby v armádě (koncem 60. a začátkem 70. let probíhala Vietnamská válka), vyvíjela nátlak na vládu provincie Britská Kolumbie. Ta nakonec v roce 1971 vyhlásila Gastown za součást historického dědictví, díky čemuž se historické budovy dochovaly do dnešní doby.

## Současnost

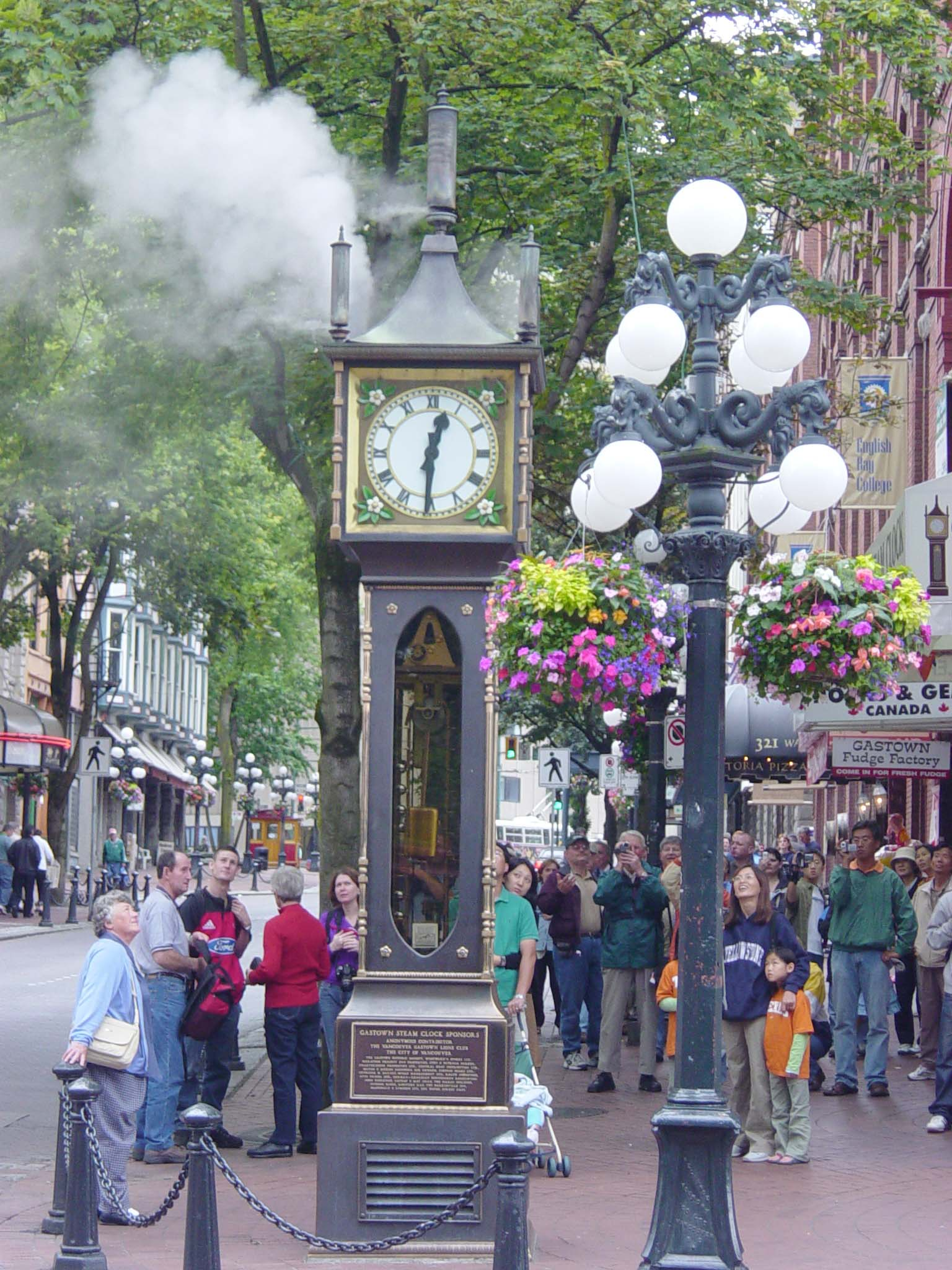
Steam clock - Parní hodiny v Gastownu

V Gastownu jsou obchody se suvenýry pro turisty (v ulici Water Street), noční podniky, restaurace, domy lidí s nejnižšími příjmy i nové kvalitní domy pro obyvatele s vyšším příjmem. Dále se zde nacházejí právnické kanceláře, architektonická studia, počítačové obchody, internetové kavárny, umělecké galerie, hudební a umělecké studia, herecké a filmové školy.
Nejslavnější (ne však nejstarší) památkou v Gastownu jsou parní hodiny Steam clock. Stojí na rohu ulic Cambie Street a Water Street. Donedávna byly poháněné elektřinou, po jejich opravě s finanční pomocí místních obchodů už opět fungují pouze na páru. Nízkotlaká pára pohání miniaturní parní stroj v podstavci hodin. K oznamování času slouží hvizd páry.
Mezi populární kulturní akce pořádané v Gastownu každý rok patří Mezinárodní jazzový festival (Vancouver International Jazz Festival) a mezinárodní cyklistické závody Tour de Gastown.
Natáčel se tu i jeden z nejznámějších fantasy filmů - Nekonečný příběh. V záběru, kde jde malý Bastian do školy můžete vidět dokonce i parní hodiny.

## Galerie

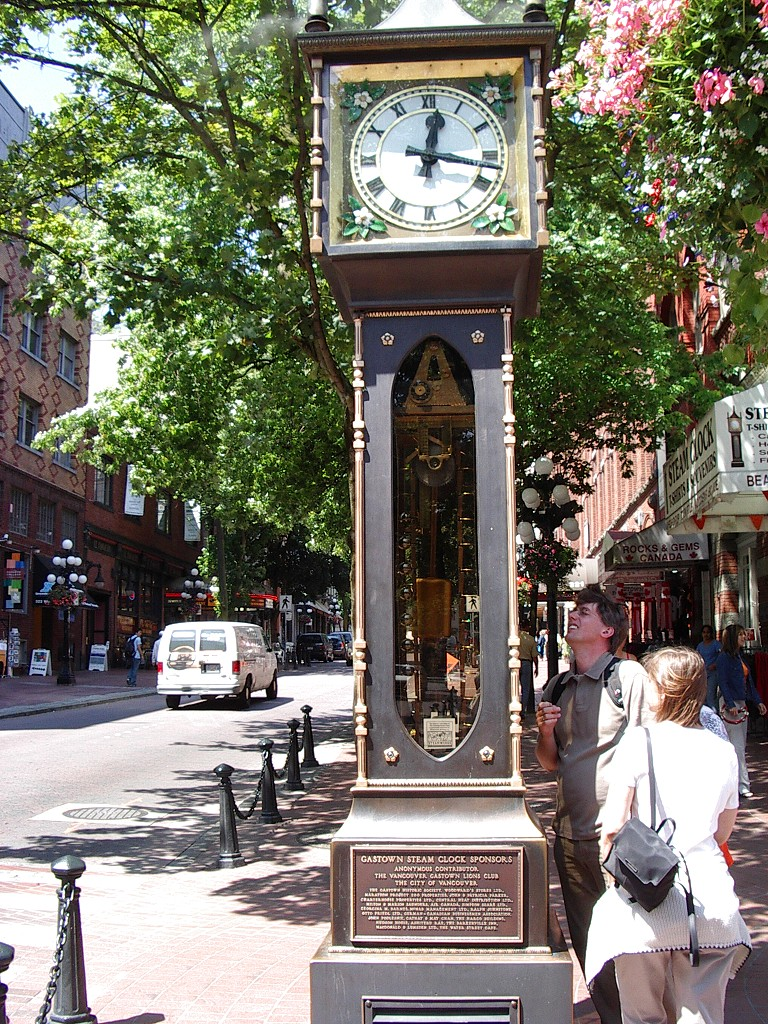
Steam clock - Parní hodiny v Gastownu
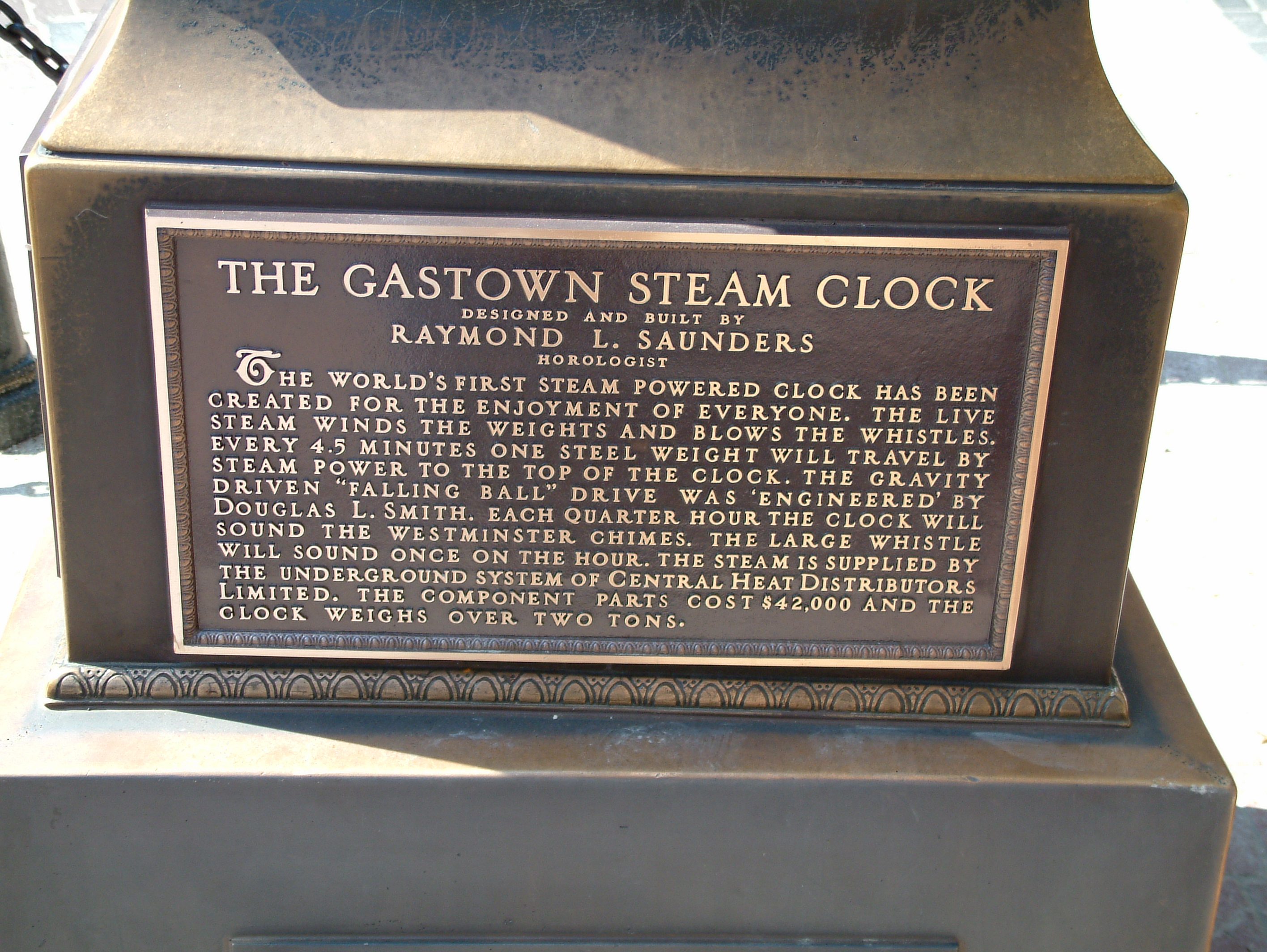
Tabulka na parních hodinách
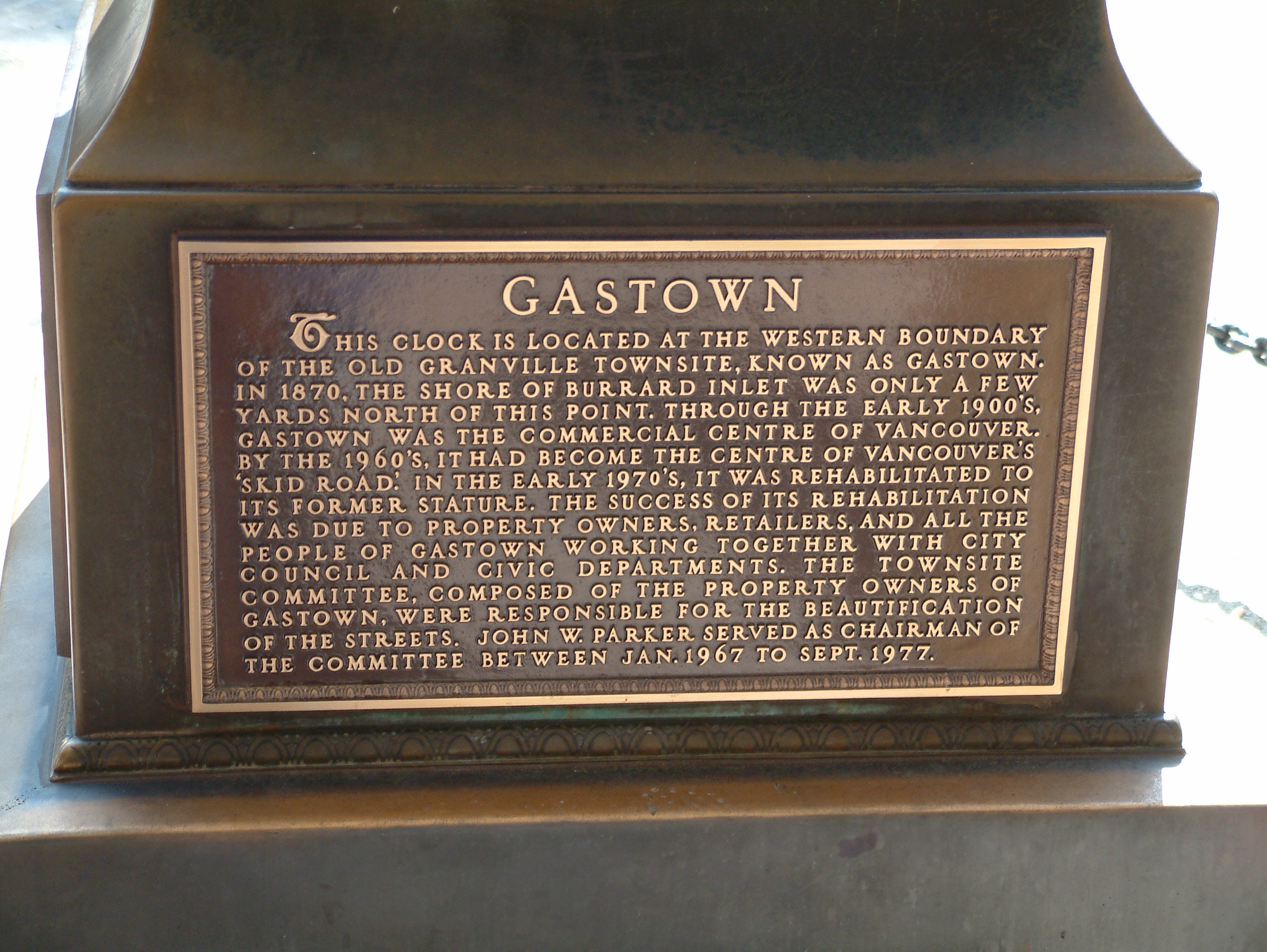
Tabulka na parních hodinách
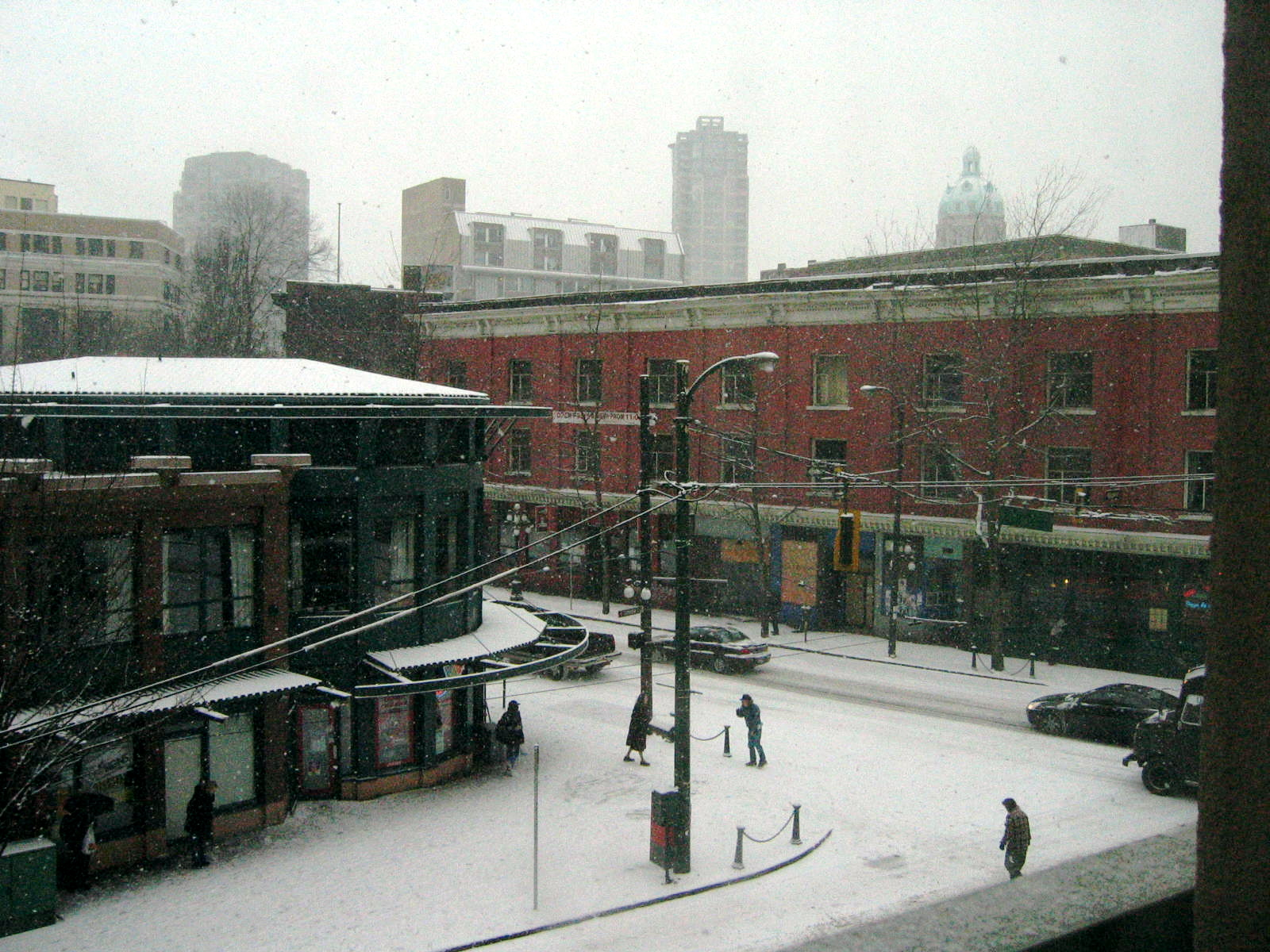
Gastown v zimě